# Lucie Memba
Lucie Memba Bos, née en 1987 à Dschang, est une actrice et productrice de cinéma camerounaise. Elle est connue pour les films W.A.K.A, Le Blanc d'Eyanga 2, Ntah Napi et Therapy.

## Biographie

### Enfance et débuts
Lucie Memba Bos est née à Dschang dans la région de l'Ouest. Elle grandit à Bafoussam où elle fait ses débuts dans le mannequinat d'abord avant de se détourner vers le théâtre. Après son baccalauréat philosophique, elle quitte Bafoussam et s'installe à Douala à la recherche d'opportunités. Elle décroche plus tard un emploi au sein du département marketing d'une multinationale.

### Carrière
Lucie Memba Bos fait ses débuts dans l'univers du mannequinat en devenant Miss Ouest en 1992. Elle se lance ensuite dans le cinéma. Le réalisateur Ousmane Stéphane la conduit pour la première fois sur un plateau. Elle incarne son premier rôle principal dans le long métrage Témoin à Séduire d'Ousmane Stéphane en 1999 alors que le cinéma du Cameroun était encore en développement. Dès 2008, elle multiplie les rôles à l'écran dans différents films et séries en français et en anglais.
Elle est véritablement révélée au public avec le film Le Blanc d'Eyanga 2 de Thierry Ntamack. En 2013, elle remporte le CMMA (Cameroon Movies Merit Award) de la meilleure actrice francophone. La même année, elle est également reconnue pour le film Fast Life avec l'acteur français Thomas Ngijol. En 2014, elle tient le rôle principal dans le film W.A.K.A de Françoise Ellong et apparait aux côtés des stars nollywoodiennes Jim Iyke et Dakore Egbuson-Akande respectivement dans les films Pink poison et Far d'Ikechwukwu Onyeka.
Lucie Memba Bos lance dans la production cinématographique en 2014 et crée sa maison de production dénommée LMB Prod. Sa première production est Paradis, un film tiré de la série d'Ousmane Stéphane. En 2014, elle produit le film La Patrie d'abord de Thierry Ntamack et co-produit le film Ntah'napi d'Ousmane Stéphane et Sergio Marcello. Le film Ntah Napi remporte le prix du meilleur film camerounais et de la meilleure interprétation féminine au festival Écrans Noirs 2014. En 2016, elle est reconnue comme l'actrice la plus glamour par un site de célébrités camerounais.
En 2017, elle est nommée aux Trophées francophones du cinéma dans la catégorie Meilleure interprétation féminine pour sa performance dans le film La Patrie d'abord. Elle est la première actrice nommée pour ce prestigieux prix.
En 2020, elle produit le film Char des Dieux réalisé par Anurin Nwunembom et dans lequel elle joue le rôle principal. Sa performance dans le film lui vaut de remporter le prix de la meilleure interprétation féminine à l'édition 2021 du Festival Bangui fait son cinéma. En décembre 2021, elle apparait à l'affiche du film Prédiction de Salem Kedy qu'elle co-produit.
Elle est annoncée dans le casting du film camerouno-nigérian Alerte, un long métrage dramatique réalisé par la Camerounaise Leonie Bwemba et le Nigérian Zack Orji (en) et qui a pour thème les violences basées sur le genre,.
Lucie Memba Bos est par ailleurs propriétaire d'une boutique de prêt-à-porter installée dans la ville de Douala dénommée La Fée Lucie.

## Filmographie

### Comme actrice
- 1999 : Témoin à séduire d'Ousmane Stéphane
- 2008 : Paradis d'Ousmane Stéphane
- 2008 : Le Monde de Loïc de Raphaël Matouke
- 2008 : Virus Squad
- 2009 : Sweet home de Ghislain Amougou
- 2010 :  Mission secrète d'Hugues Ongoto
- 2011 :  First country
- 2011 :  La maladie du sommeil  d'Ulrich Köhler
- 2012 :  Pink Poison  avec Jim Iyke
- 2014 : W.A.K.A
- 2014 : Fast Life (2013) [17]
- 2014 : Le Blanc D’Eyanga 2 de Thierry Ntamack
- 2014 : Far de Dakore Akande
- 2018 : Defying the sixth
- 2019 : Enterrés (2020) [18]
- 2020 : Chariot of the Gods
- 2020 : Aline
- 2020: Therapy
- 2021 : Prédiction (2021) [19]
- 2022⁣ : Le Petit Sam de Salem Kedy
- 2023⁣ : Alerte de Zack Orji

### Comme productrice
- 2014 : Paradis… Quand le destin s’en mêle d'Ousmane Stéphane et Sergio Marcello
- 2014 : Ntah napi 1 de Ousmane Stéphane et Sergio Marcello
- 2020 : Chariot of the Gods
- 2021 : La Patrie D’abord

## Prix et récompenses
| Année | Prix                               | Catégories                        | Résultat |
| ----- | ---------------------------------- | --------------------------------- | -------- |
| 2013  | Cameroon Movies Merit Award (CMMA) | Meilleure actrice francophone     | Lauréate |
| 2014  | Écrans Noirs                       | Meilleur film en français         | Lauréate |
| 2017  | Trophées francophones du cinéma    | Meilleur Actrice                  | Nommée   |
| 2021  | Festival Bangui fait son cinéma    | Meilleure interprétation féminine | Lauréate |